# Partit Comunista Espanyol
El Partit Comunista Espanyol va ser un partit polític espanyol fundat el 15 d'abril de 1920 pels integrants de la Federació de Joventuts Socialistes. Després del Congrés Extraordinari del PSOE de 1919, pel qual ajornaven l'ingrés del Partit en el Komintern, la Federació de Joventuts Socialistes decidia, en el seu V Congrés, escindir-se del PSOE per a adherir-se a la Internacional Comunista i crear la seua secció espanyola, transformant la Federació de Joventuts Socialistes en el nou Partit Comunista Espanyol. Entre els fundadors de la formació comunista destaca Dolores Ibárruri (Passionera), que es va unir a l'escissió junt amb l'Agrupació Socialista de Somorrostro (Biscaia).
L'òrgan oficial del Partit Comunista Espanyol va ser El Comunista, continuador de l'antic diari Renovación (òrgan oficial de la Federació de Joventuts Comunistes).